# De Indringer
De Indringer is een op ware gebeurtenissen gebaseerde Belgische film van Frank Van Mechelen uit 2005, waarin Koen De Bouw de hoofdrol vertolkt. 
De film werd de eerste langspeelfilm van regisseur Frank Van Mechelen, scenarist Ward Hulselmans en producent Eric Wirix. Zowel  Hulselmans als Van Mechelen hebben aangegeven dat het project voor Hulselmans persoonlijker was dan ooit tevoren en dat hij zich daarom meer voor dit project heeft gegeven dan voor alles voor De Indringer en erna. 
Om zich te kunnen inleven in zijn personage heeft Koen De Bouw zich drie maanden voor de opnames al voorbereid. Tijdens de opnames zat hij zo in zijn rol dat hij zich tussen de opnames door afsloot enkel voor de regisseur aanspreekbaar was. Filip Peeters is 18 kilo aangekomen voor deze rol. De Indringer was het langspeelfilm debuut voor Maaike Neuville.

## Verhaal
De Brusselse ambulancearts Tom Vansant beland in zijn zwartste nachtmerrie als zijn dochter Louise van de aardbodem verdwijnt. De politie heeft geen aanknopingspunten en Tom besluit zijn eigen onderzoek te doen, veel heeft hij niet totdat hij in aanraking komt met de mysterieuze Charlotte, een 15-jarig meisje uit de Ardennen. Daar blijkt Tom de indringer in de streek te zijn: de stadse man die zich komt mengen in het dorpse leven. Ook daar vindt hij nog maar weinig aanknopingspunten en Charlotte is alleszins niet bereid om hem iets te vertellen, terwijl de dorpsbewoners hem steeds meer naar het leven staan.

## Rolverdeling
| Acteur                | Personage                 |
| --------------------- | ------------------------- |
| Koen De Bouw          | Tom Vansant               |
| Lien Van Cant         | Louise Vansant            |
| Maaike Neuville       | Charlotte                 |
| Gauthier de Fauconval | Luc Florent               |
| Stéphane De Groodt    | Paul Florent              |
| Nathalie Laroche      | Arlette Florent           |
| Steve Aernouts        | Freddy                    |
| Brigitte Boisacq      | Gaby                      |
| Axel Daeseleire       | Wes Moons                 |
| Vic De Wachter        | Nivek                     |
| Els Dottermans        | Erika                     |
| Sien Eggers           | Elsie                     |
| Ianka Fleerackers     | Tania                     |
| Eric Godon            | Victor Philips            |
| Filip Peeters         | Roland Dunewolt           |
| Jan Bollen            | Lichtgewonde              |
| Herman Boets          | Zwaargewonde              |
| Gunther Lesage        | Frankie                   |
| Koen Van Impe         | Mike                      |
| Maurice De Grauwe     | Gerant                    |
| Marc Didden           | Cafébaas                  |
| Dimi Dequennoy        | Agent                     |
| Georges Siatidis      | Mathieu                   |
| Omer Laloux           | Procureur                 |
| Erik De Backer        | Vriend van Henri Nivek    |
| Katrien De Ruysscher  | Agente                    |
| Bertrand Delaude      | Politieman                |
| Christine Dysers      | Vriend van Henri Nivek    |
| Leo Franquet          | Vriend van Henri Nivek    |
| Els Janssens          | Vriend van Henri Nivek    |
| Olivia Le Clercq      | Mw. Fonteyne              |
| Jonas Leemans         | Jean                      |
| Johanna Lesage        | Vriend van Henri Nivek    |
| Tania Poppe           | Moeder van Louise Vansant |
| Nathan Van Coillie    | Vriend van Henri Nivek    |
| Viv Van Dingenen      | Psychiater                |
| Gregory Wirix         | Vechtersbaas              |
| Luk Van Cleemput      | Vieze man bij het raam    |

## Televisieserie
Eind 2007 verscheen De Indringer als driedelige televisieserie op één, dit was onderdeel van de financiële steun die de Vlaamse Radio- en Televisieomroeporganisatie aan de film gaf, dit systeem werd ontwikkeld nadat de VRT eerder De zaak Alzheimer (film) steunde, die als een driedelige serie werd uitgezonden omdat dit beter binnen de uitzendschema's van de omroep lag. Het voordeel zat er in dat de series, zowel in het geval van De Zaak Alzheimer als De Indringer gedraaid werden als film en daardoor ook filmischer werden dan een gemiddelde televisieserie. Daarnaast was het zo dat aangezien de VRT meefinancierde scenarist Hulselmans meer ruimte kreeg omdat de driedelige serie uitgebreider werd dan de film en dus dieper in kon gaan op de relatie tussen vader Tom en dochter Louise Vansant. 

## Opnamelocaties
Hoewel de film opent in Brussel, is deze voor het grootste gedeelte opgenomen in de Ardennen, met name in: Onhaye, Anhée, Saint-Hubert (België), Assesse en Dinant. Daarnaast is de film ook gedraaid in het Sint Vincentiusziekenhuis in Antwerpen (stad) en het gemeentehuis van Schaarbeek. 